# Retratos ficticios de los psicópatas

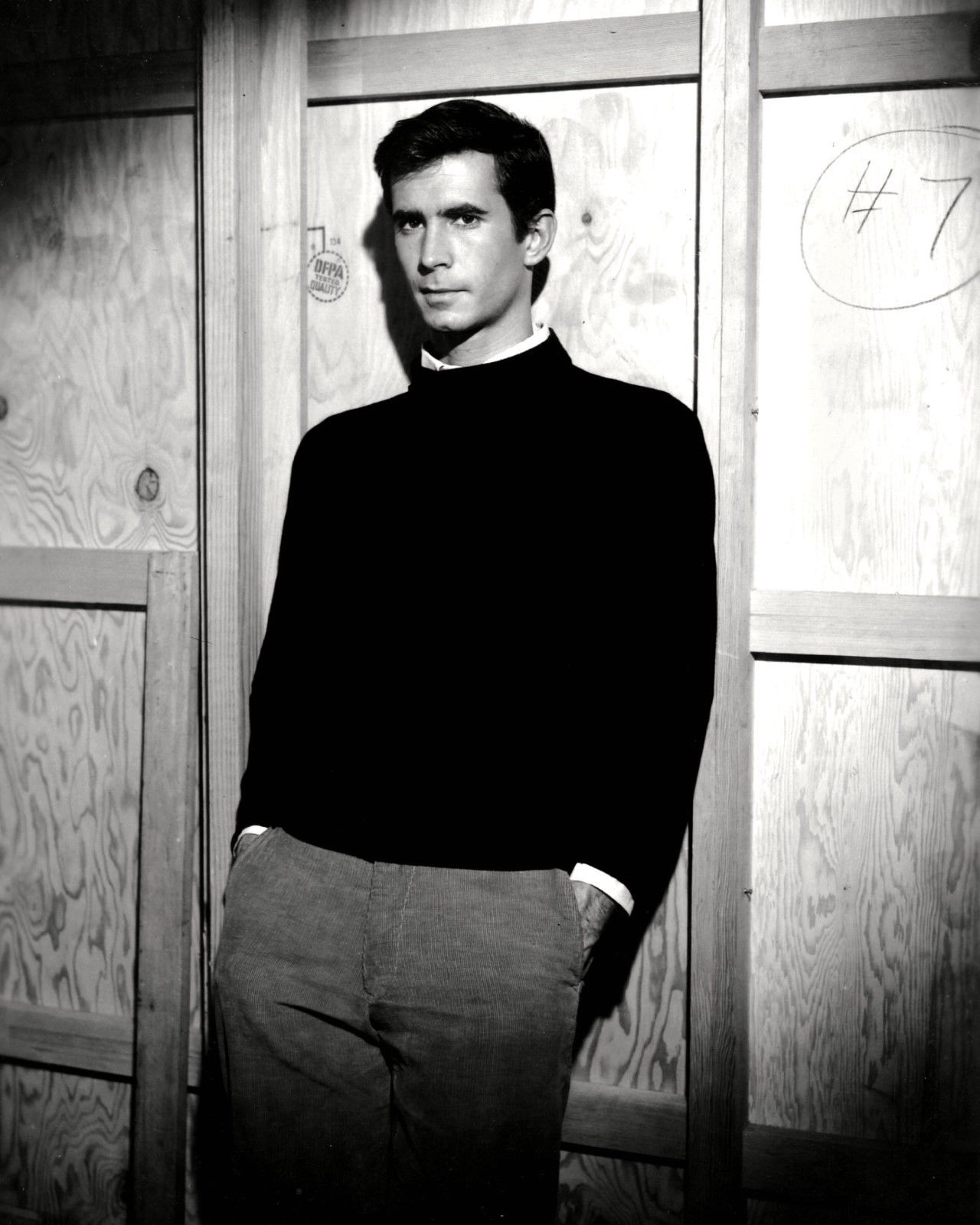
Fotografía publicitaria de Anthony Perkins de la película Psicosis de 1960

Los retratos ficticios de los psicópatas, o sociópatas, son uno de los más utilizados en las películas y la literatura, pero puede que tan solo se aproximen de forma parcial al concepto de psicopatía. Los profesionales dedicados a la salud mental y a la criminología, entre otros, utilizan el término psicópata con diversas definiciones. El personaje se puede identificar como un psicópata o sociópata diagnosticado/evaluado como tal dentro de la propia obra de ficción, o cuando su creador lo revela al explicar sus intenciones con esta obra, que pueden ser diferentes de las opiniones de la audiencia o de los críticos que se basan solo en un personaje que parece mostrar rasgos o comportamientos asociados a un indefinido estereotipo popular de psicopatía. 
A menudo se representa a tales personajes de una manera exagerada y, por lo general, en el papel de villano o antihéroe, en el que las características generales de un psicópata resultan útiles para facilitar el conflicto y el peligro. Debido a que las definiciones y criterios en la historia de la psicopatía han variado a lo largo de los años y continúan cambiando incluso ahora, muchos personajes de películas conocidas se pueden clasificar en el marco de un tipo de psicopatía concreta en el momento de la producción o del estreno de la película, pero no necesariamente en los años siguientes. Tanto en informes no especializados como en profesionales, existen muchas imágenes estereotipadas de psicopatía, que solo coinciden parcialmente y pueden dar lugar a características contradictorias como: el estafador con encanto, el asesino en serie trastornado, el empresario psicópata con éxito o el ladrón crónico de poca monta con antecedentes por delincuencia juvenil. El concepto más común refleja una combinación de temor por el mítico coco, fascinación por la maldad humana y, a veces, quizás envidia de las personas que puedan parecer ir por la vida sin estorbo alguno aunque estén sometidas a los mismos niveles de culpa, angustia o inseguridad.

## Primeras representaciones
En el siglo XIX, las categorías diagnósticas de la monomanía o la demencia (el término ‘moral’, que se incluye en el vocablo inglés moral insanity traducido como ‘demencia’, ya significaba entonces emocional o ético) se abrieron paso a través de la literatura, en la que se abarcaban numerosas excentricidades, obsesiones o trastornos nerviosos; y en ocasiones, se llegaban a reflejar actos criminales, a menudo violentos, que no tenían ningún sentido.
En este periodo también se produjo el ascenso de la novela policíaca como, por ejemplo, la literatura sensacionalista, en la que a menudo, un residente aparentemente normal del vecindario resultaba ser un demente con conducta delictiva. Este periodo también fue testigo del ascenso de los detectives de ficción que aprovechaban el aumento de las ansiedades que experimentaban los personajes, quiénes representaban a los habitantes de las nuevas ciudades industriales, que gozaban en aquel entonces de una nueva etapa de gran crecimiento y diversificación.
El término ‘psicópata’ empezó a usarse a finales del siglo XIX (del mismo modo que el término psicótico, con el que a menudo puede confundirse), y también cubrió una amplia gama de enfermedades (etimológica y originalmente equivalentes a ‘enfermo mental’). Sin embargo, su protagonismo aumentó rápidamente debido al uso del vocablo en un juicio de Rusia, celebrado entre 1883 y 1885, que estaba relacionado con el asesinato de un niño. En este juicio, el término psicópata contribuyó a poner en libertad al que era probablemente un declarante falso, mientras que el principal sospechoso fue declarado culpable.
Los ‘psicópatas’ empezaron a aparecer en teatros, en cantinelas y en artículos de prensa. La defensa de la psicopatía se citó a nivel internacional por haber dejado en libertad a un despiadado asesino de niñas, hecho que aún se menciona en los diccionarios.
Asimismo, también se representó a los degenerados en la ficción popular del siglo XIX, y hasta mediados del siglo XX, de manera similar a los usos modernos del concepto psicópata (a veces la degeneración se cita como una causa de la psicopatía). No obstante, el concepto de degenerado cayó en descrédito, en parte, por el uso que le dieron los nazis para justificar la erradicación de sus opositores.

## Principios delsigloXX
El significado se redujo gradualmente, al principio como 'psicopáticamente inferiores' que engloba lo que hoy en día se podría llamar trastornos de personalidad y otras condiciones, que antes se entrelazaban con la terminología de 'sociópata' (y, con el tiempo, desorden de personalidad antisocial), aunque la psicopatía se continuó definiendo tanto de forma general como de forma concreta según los casos.
Las primeras representaciones de psicópatas en el cine se solían caricaturizar como personajes sádicos, impredecibles, sexualmente depravados y emocionalmente inestables (maníacos) con una obsesión por participar en la violencia y la destrucción indiscriminadas, por lo general, con una serie de gestos extraños tales como reírse con nerviosismo, reírse a carcajadas y tics faciales. Hasta finales de 1950, las convenciones cinematográficas estadounidenses generalmente relegaban al psicópata a los papeles de villanos como gánsters, científicos locos, supervillanos, y muchos tipos de criminales en general. Ejemplos de este tipo son Tommy Udo (Richard Widmark) en El beso de la muerte, Cody Jarrett (James Cagney) en Al rojo vivo y Antonio 'Tony' Camonte (Paul Muni) en la versión de 1932 de Scarface. [cita requerida] También se refería a los homosexuales como psicópatas bajo la amplia descripción antes en uso; la Asociación Estadounidense de Psiquiatría en el primer Manual Estadístico de Diagnóstico de 1952 lo valoraría como 'trastorno sociópata de la personalidad'.
Una representación excepcional durante este período fue el personaje de un asesino de niños llamado Hans Beckert (Peter Lorre) en la película de Fritz Lang de 1931 M. Lorre representa a Beckert como un hombre aparentemente mediocre, atormentado por una obsesión por asesinar niños mediante rituales.  Una película alemana (supuestamente basada en la vida real de Peter Kürten), se estrenó en América en 1933 y ha sido vista como indicativo de un punto de inflexión en las representaciones americanas de psicópatas.
Hasta los años 30, los psiquiatras normalmente aplicaban el diagnóstico a varones desempleados o mujeres 'hipersexuales', pero varias tendencias psiquiátricas, culturales y económicas, convergieron para transformar al popular psicópata en un violento, un pervertido o un criminal - una amenaza para la inocencia, los roles de género y el orden social.

## Mediados delsigloXX
Uno de los primeros casos de la vida real que tuvo una profunda influencia en las películas norteamericanas fue el de Ed Gein, detenido en 1957. Se trataba de un granjero que siempre había vivido con su madre y cuando esta murió, mató a dos mujeres y desenterró algunos cuerpos femeninos del cementerio local, con la piel de los cuales fabricó varios instrumentos. Se extendieron rumores de que también era necrófilo, antropófago o travestido, aunque parece que el único soporte de estos rumores no era otro que las escuetas afirmaciones con las que Gein contestaba a las preguntas capciosas de los interrogadores. Antes del juicio se declaró a Gein enfermo mental y legalmente discapacitado, aduciendo que había padecido esquizofrenia (una psicosis que incluye delirios y alucinaciones) al menos durante doce años, a pesar de que un psiquiatra reconocido lo calificó más bien de «psicópata sexual».
Robert Bloch, un prolífico autor de horror sensacionalista, afirma que a la hora de escribir su novela Psicosis, publicada en 1959, se basó en los asesinatos cometidos por Gein y en la idea de una persona aparentemente cuerda que habita en un pueblo, pero que comete crímenes atroces. Sin embargo, aclaró que no se centró necesariamente en el propio Gein, a pesar de las numerosas similitudes entre este y el protagonista. En Psicosis se retrata al malvado Norman Bates como un hombre de aparente comportamiento correcto que asesina a una mujer mientras se encuentra bajo el control de una personalidad alternativa que adopta la forma de su autoritaria madre, a quien él mismo mató. Tanto la novela como la adaptación cinematográfica de 1960 dirigida por Alfred Hitchcock tuvieron una influencia determinante en la representación de los psicópatas que se hacía en ese momento en los medios de comunicación. No obstante,  ni el libro ni la película se explayan en la descripción del término 'psico', aunque dicho término se utiliza comúnmente para referirse tanto a un psicótico como a un psicópata. Al final de la película, un psiquiatra dice que Bates tiene múltiple personalidad. El trastorno de personalidad múltiple era muy popular por aquel entonces (cfr. película de 1957 Las tres caras de Eva) y hasta hoy en día se confunde con la esquizofrenia de forma frecuente. Más tarde, Bloch escribió un guion para la película El psicópata de 1966, cuyo título original era «Esquizofrenia».
Dentro de los retratos ficticios de la psicopatía, una tendencia diferente siguió centrándose en los caracteres antisociales subversivos. El título de la película de 1955 Rebelde sin causa, protagonizada por James Dean, se basaba en un libro de 1944 con el mismo nombre en el que se describía con todo detalle la hipnoanálisis de un psicópata criminal. En el libro, el psiquiatra Robert M. Lindner también describe a los psicópatas en general como personas egoístas sin motivo alguno y que se muestran incapaces de aceptar las normas de la sociedad. En la novela de 1962 Alguien voló sobre el nido del cuco escrita por Ken Kesey, las autoridades, los pacientes, e incluso el mismo protagonista, califican constantemente al  personaje principal Randle McMurphy como un posible o evidente psicópata. El protagonista lee de su historial médico: «repetidos estallidos de pasión que sugieren el diagnóstico posible de psicópata», y añade que un doctor le explicó que esto significa: «Peleo y follo, perdónenme señoras, lo que quiere decir que me siento demasiado entusiasta en las relaciones sexuales». Luego, el médico que entonces lo trataba lee en voz alta sus observaciones: «No desestiméis la posibilidad de que este hombre esté fingiendo psicosis». En el guion de la famosa adaptación cinematográfica de 1975 Alguien voló sobre el nido del cuco solo se mantiene este último concepto, mientras que el término 'psicópata' nunca se utiliza. Irónicamente, la fría y controladora enfermera Ratched fue descrita más tarde como una psicópata de acuerdo con las percepciones posteriores sobre este término.

## Finales delsigloXX
La película Malas tierras (1973) tiene como protagonistas a dos personajes libremente creados a partir de Charles Starkweather y Caril Ann Fugat. Mientras que Kit, el protagonista (Martin Sheen), es descrito como alguien que podría ser o bien un psicópata o bien un sociópata, el psicólogo Robert D. Hare, uno de los principales defensores de la evaluación de la psicopatía, ha identificado a Holly (Sissy Spacek) como un individuo que encarna perfectamente su concepto de psicópata por su escasa reacción frente al significado de sus actos y por su intento de esconderse tras una máscara de fingida normalidad. Sin embargo, el escritor y director Terrence Malick dijo que considera la frivolidad y la glacial insensibilidad de Kit como resultado del sufrimiento y del abandono experimentados durante su infancia en el Medio Oeste de los Estados Unidos, y Holy, la joven de 15 años, aunque se trata de una inmadura que infravalora su audiencia, es la típica chica sureña que quiere trabajar como comentarista y graduarse a pesar de la cruda realidad, y no preocuparse de ella misma ni de sus tragedias personales.
El creciente interés de los medios de comunicación por los asesinos en serie a finales del siglo XX, fue impulsado por casos como el de John Wayne Gacy (1978), Ted Bundy (1978) y Jeffrey Dahmer (1991). Estos cambiaron en parte el modo en el que se percibía y plasmaba a los psicópatas en el cine y la literatura. A veces se incorporaban en estas obras mezclas de psicópatas tradicionales del cine antiguo y de la literatura de finales del siglo XIX, con la alta actividad detectada en el comportamiento de algunos asesinos en serie. El profesor de psicología Kevin Dutton describió a James Bond como un "psicópata útil".
El psiquiatra caníbal Dr. Hannibal Lecter, quien fue extraordinariamente interpretado por Antony Hopkins en la película merecedora de 5 Premios Óscar, El silencio de los corderos, es quizás el psicópata más infame de la ficción del siglo XX. Lecter es inteligente y sofisticado (siempre considerando que a la psicología se le atribuye un grado de inteligencia inferior al que solemos usar), y usa su carisma y sentido común para disfrazar su verdadera naturaleza de asesino en serie. Pasa la mayor parte de la película en una celda, burlándose de la protagonista, Clarice Starling, con pistas sobre la identidad de otro asesino, Buffalo Bill, a cambio de detalles íntimos de la turbulenta infancia de Starling. La primera aparición de Lecter fue en la novela El dragón rojo, escrita por Thomas Harris en 1981, en la cual se le caracteriza de un modo que hace que no case con ningún perfil psicópata hasta entonces conocido. En la adaptación cinematográfica de El silencio de los corderos, se le describe como un "psicópata puro". En las siguientes novelas Hannibal y Hannibal: El origen del mal, se descubre que la psicopatía de Lecter es el resultado de ver a su hermana Mischa asesinada y devorada por caníbales durante la Segunda Guerra Mundial. En 2013, Harris reveló que con el objetivo de crear a Lecter, se basó originalmente en Alfredo Ballí Trevino, un doctor mexicano que mató y desmembró a su amante homosexual en lo que se calificó como un crimen pasional por una disputa financiera.
La novela American Psycho narra la historia de Patrick Bateman, un yuppie asesino en serie que trabajó en Wall Street durante la década de los 80. Esta novela dio el salto a la gran pantalla el año 2000. Bret Easton Ellis, el autor de la novela, dijo en una entrevista que el libro es una sátira acerca de lo superficial que son los modos de vida consumistas, pero que la escritura de escenas de violencia también se basaba en películas de horror y en material del FBI sobre asesinos en serie, junto con su idea de cómo "un psicópata que trabaja en Wall Street" describiría estos acontecimientos. Algunos comentarios, procedentes incluso de revistas científicas, sugerían que Bateman también presentaba algunos indicios de psicosis, como por ejemplo alucinaciones, hecho que lo convierte en un narrador más bien poco fiable; hay dudas entre si Bateman fue realmente un asesino en serie, o si tan solo alucinaba que estaba matando a gente. En la novela de Ellis, Glamourama (1998), la cual presenta a modelos que se vuelven terroristas, un personaje comenta que "básicamente, todos eran unos sociópatas... y el pelo de todas las chicas eran moños".
En el libro Inocencia interrumpida de 1993 y en su posterior adaptación cinematográfica de 1999, el personaje de Lisa (interpretado por Angelina Jolie en la película) es una joven rebelde y antisocial a la que se diagnostica como sociópata. Sin embargo, quedan algunas dudas de si dicho diagnóstico es del todo acertado.
La película La raíz del miedo (1996) jugó con los miedos sobre la enajenación mental y la simulación de enfermedades psíquicas, representando a un posible asesino que aparentemente sufría múltiples trastornos de la personalidad los cuales, tal y como revela al final, ha estado fingiéndo. En la novela original de William Diehl, la psiquiatra Molly Arrington junto con otros psiquiatras definen de forma constante la psicopatía y la psicosis como si fueran la misma condición, por naturaleza antisocial.
La autora de Harry Potter, J. K. Rowling, ha descrito a lord Voldemort, el villano principal de la saga, como un "psicópata enfurecido, desprovisto de las respuestas emocionales naturales de los humanos hacia el sufrimiento de las otras personas, y HAY ciertamente personas como él en el mundo".

## SigloXXI
Los actores que intervienen en las series de televisión describen, de forma informal, como psicópatas a un gran número de los personajes que interpretan. Algunos ejemplos incluyen a Natalie Buxton en Cuatro mujeres y un destino, Sean Slater y Michael Moon en EastEnders, Dexter Morgan en la serie norteamericana Dexter y el Amo en Doctor Who.
Así pues, en varias ocasiones a lo largo del curso de la serie, muchos de los personajes describen al Dr. Gregory House, personaje principal del drama médico de la FOX House MD, como un sociópata.
Lo mismo ocurre con Sherlock Holmes, el personaje principal de la serie de la BBC Sherlock, que es tratado como un psicópata en diferentes ocasiones en el transcurso de la ficción. Como respuesta a estas atribuciones, Holmes se describe a sí mismo como un "sociópata de alto funcionamiento". También se ha pensado que padecía el síndrome de Asperger.
Otro ejemplo lo encontramos en la serie de televisión de la ABC Mentes Criminales, en la que se retrata a algunos de los "sujetos desconocidos" como psicópatas o sociópatas.
La novela de Dan Wells titulada No soy un serial killer, así como sus secuelas Mr. Monster (Mr. Monster) y I Don't Want to Kill You (No quiero matarte), narran la historia de un adolescente diagnosticado de psicopatía que vive acorde a un estricto código de conducta para así evitar convertirse en un asesino en serie.
Un académico de Chicago argumentó en una revista sobre tendencias televisivas que la fantasía contemporánea de la psicopatía se produce en alguien cuya desconexión emocional del resto de la sociedad, en lugar de ser un impedimento que puede representarse en casos clínicos reales, le posibilita ser, sorprendentemente, un buen manipulador debido a la ruptura del contrato social.
Hoy en día, la pauta que se sigue a la hora de escribir personajes psicópaticos sugiere que la falta de consciencia y de empatía son siempre las principales características, además de la habilidad de engañar al resto. El modelo de conducta antisocial y egoísta, así como cualquier otra característica secundaria extravagante, pueden variar.
En 2013, se lanzó el videojuego Grand Theft Auto V, el cual incluía numerosas referencias a psicópatas y sociópatas, además de comentarios de un psiquiatra ficticio. Uno de los personajes principales, Trevor, se describe como psicopático y psicótico. La voz del actor que interpretó al personaje afirma que basó su actuación en el papel de Tom Hardy como Charles Bronson en la película Bronson.